# Delta de Palasë
 (avril 2020).
 (juin 2022).
Si vous disposez d'ouvrages ou d'articles de référence ou si vous connaissez des sites web de qualité traitant du thème abordé ici, merci de compléter l'article en donnant les références utiles à sa vérifiabilité et en les liant à la section « Notes et références ».
Le delta de Palasë (albanais : Delta e Përroit të Palasës), est un delta situé dans la municipalité de Palasë (en) dans le sud-est de l'Albanie. Il est reconnu comme zone protégée en 2002 et couvre une superficie de 0,5 hectare.